# Operazione Downfall

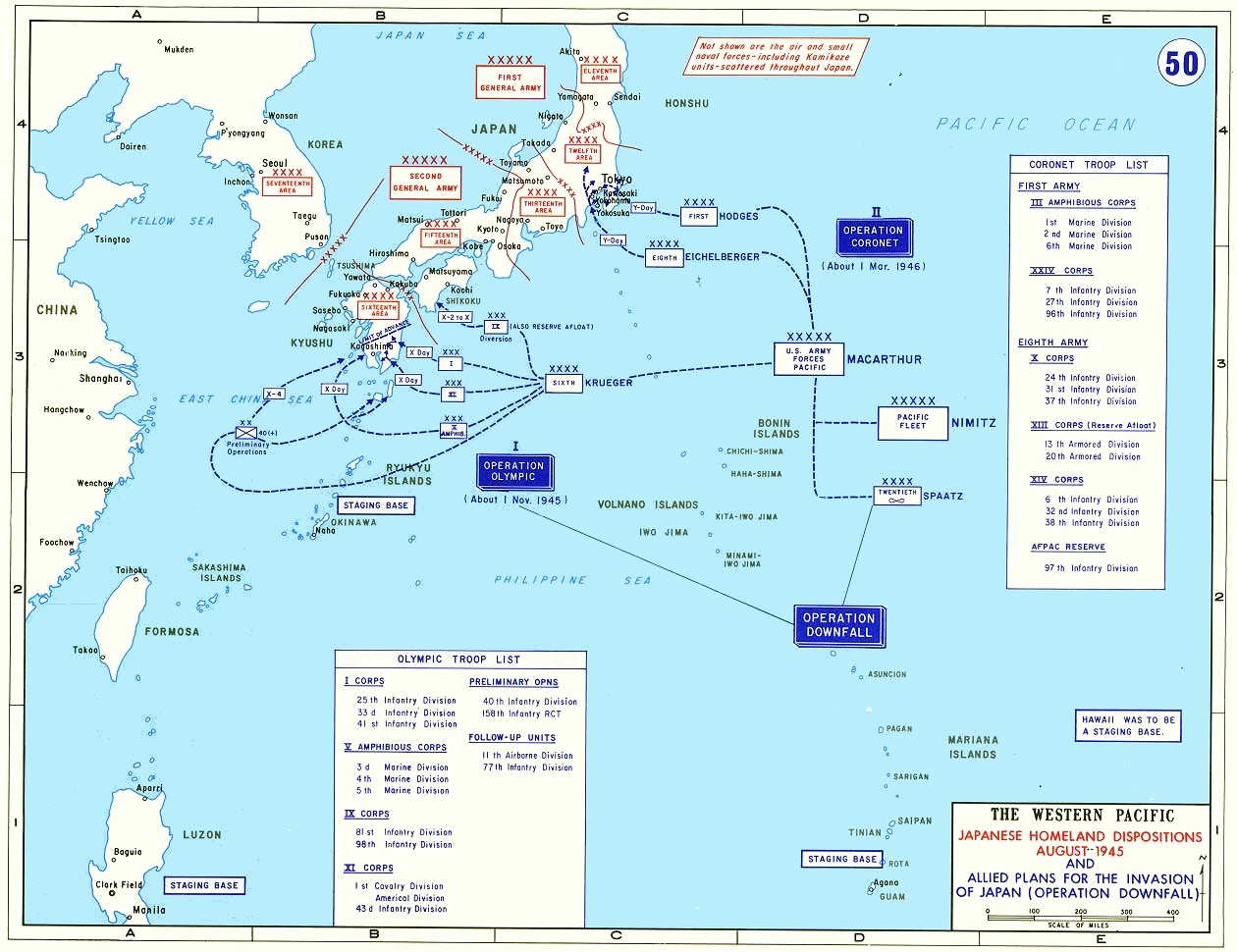
Una mappa che mostra le forze Giapponesi e degli Stati Uniti (ma non di altri Alleati) che dovevano prendere parte alla battaglia per il Giappone. Furono previsti due sbarchi:
(1) Olympic — l'invasione dell'isola meridionale Kyūshū
(2) Coronet — l'invasione dell'isola principale, Honshū.

L'operazione Downfall era il nome in codice per definire i due sbarchi di forze alleate in Giappone che sarebbero dovuti avvenire tra il 1945 e il 1946 allo scopo di invaderlo e così portare a conclusione la seconda guerra mondiale. L'operazione venne annullata quando il Giappone si arrese in seguito ai bombardamenti atomici di Hiroshima e Nagasaki e alla dichiarazione di guerra da parte dell'URSS al Giappone.
L'operazione Downfall era suddivisa in due fasi — l'operazione Olympic e l'operazione Coronet. Pianificata per incominciare nel novembre 1945, l'operazione Olympic aveva lo scopo di conquistare la parte meridionale del Kyūshū, utilizzando l'isola di Okinawa, recentemente conquistata, come base avanzata per il rifornimento e il supporto logistico all'operazione. In seguito, nella primavera del 1946, sarebbe incominciata l'operazione Coronet che aveva lo scopo di invadere la regione del Kantō, presso Tokyo, nell'isola dell'Honshū. Le basi aeree conquistate nel Kyūshū nell'operazione Olympic avrebbero permesso agli USA di usufruire del supporto aereo per l'operazione Coronet.
La geografia del Giappone rendeva questo piano di invasione piuttosto ovvio per i giapponesi, che furono in grado di dedurre i piani di invasione alleati e accomodare di conseguenza i propri piani difensivi. I giapponesi pianificarono una difesa a oltranza di Kyūshū, con poche riserve lasciate per operazioni difensive successive. Le stime sul numero di caduti erano variabili, ma comunque estremamente elevate su ambedue i fronti: a seconda del grado di resistenza all'invasione da parte dei civili giapponesi, le stime potevano arrivare ai milioni di caduti per gli Alleati.

## Considerazioni preliminari
Dopo il sostanziale fallimento nel 1944 dell'operazione Matterhorn che prevedeva di colpire il Giappone con i bombardieri strategici ultra-pesanti Boeing B-29 Superfortress schierati nelle basi aeree in Cina, nella prima metà del 1945 finalmente il territorio metropolitano nipponico era stato sottoposto a una intensa pressione dopo che la conquista delle isole Marianne e il loro utilizzo come basi aeree aveva permesso alla Twentieth Air Force statunitense incursioni massicce con un elevato numero di aerei e pesanti carichi di bombe.

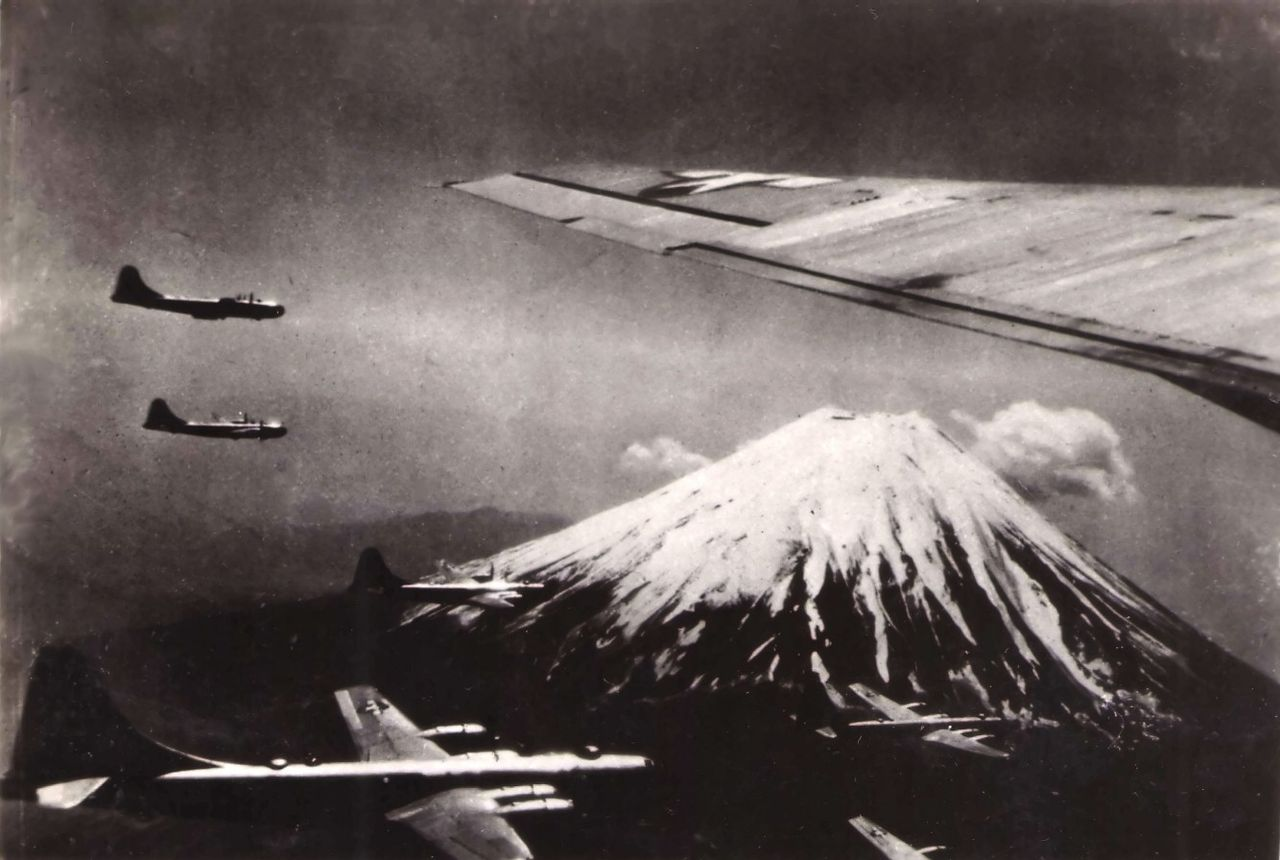
I bombardieri Boeing B-29 Superfortress della Twentieth Air Force in volo vicino al Fuji, nel 1945.

Gli attacchi, diretti dall'aggressivo generale Curtis LeMay, erano culminati nella notte del 9/10 marzo 1945 con un devastante bombardamento incendiario su Tokyo, ed erano continuati nelle settimane seguenti su Nagoya, Kobe e altre città. Le perdite civili erano state elevatissime a causa della tempesta di fuoco innescata nei centri abitati costruiti prevalentemente in legno, e circa 4,5 milioni di abitanti dell'area Tokyo-Kawasaki-Yokohama erano stati evacuati. La elevata dispersione dell'industria leggera nipponica in tante piccole officine "domestiche" aveva però attenuato gli effetti delle distruzioni, vissute pienamente invece dalle industrie pesanti, aeronautiche e navali. L'area di Tokyo contenente il Palazzo Imperiale era stata però intenzionalmente risparmiata per invitare alla trattativa, ma i giapponesi non diedero segni apparenti agli anglo-americani di voler cercare una trattativa di pace, e neanche la Dichiarazione di Potsdam del 26 luglio 1945 che minacciava una "pronta e completa distruzione del Giappone" aveva sembrato provocare effetti; in realtà i giapponesi avevano cercato contatti con gli Alleati, ma tramite i Sovietici, che invece non rivelarono agli Anglo-Americani la richiesta di Tokyo per poter approfittare della imminente debolezza giapponese in Manciuria e nelle altre aree occupate dalle forze imperiali.

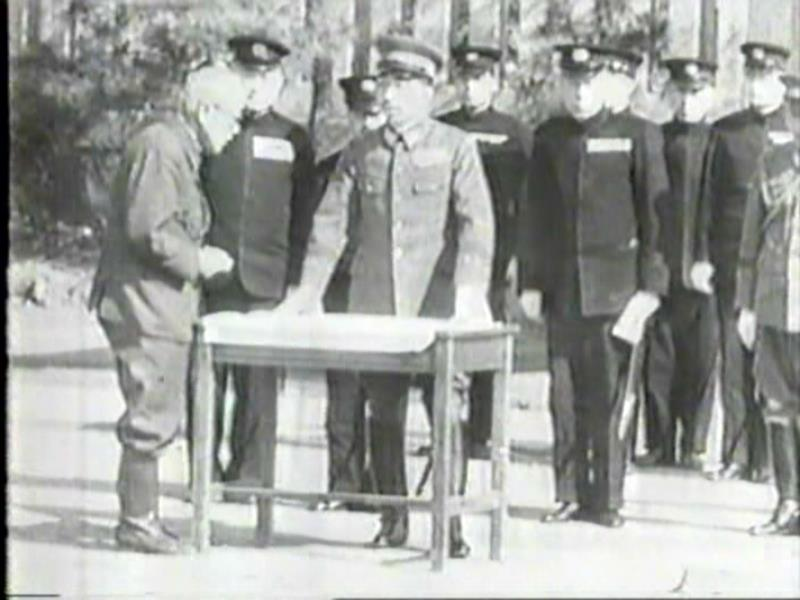
L'imperatore Hirohito durante la sua visita alle aree devastate di Tokyo dopo il bombardamento notturno del 9/10 marzo 1945.

Le esigenze primarie che gli strateghi anglo-americani dovettero considerare furono il "tempo" e le "perdite", ovvero come riuscire a costringere il Giappone alla resa, il più velocemente possibile e con le minori perdite per gli Alleati. Nel 1943, alla Conferenza Quadrant a Québec, i Combined Chiefs of Staff anglo-americani ("capi di stato maggiore combinati") concordarono che il Giappone doveva essere costretto alla resa non oltre l'anno successivo alla resa tedesca. Si convinsero di questa decisione dopo aver esaminato "Appreciation and Plan for the Defeat of Japan", un documento prodotto da un gruppo congiunto di britannici e statunitensi, che prevedeva che un'invasione del Giappone fosse possibile non prima del 1947. Prolungare la guerra così a lungo era considerato pericoloso per il morale delle due nazioni anglosassoni. Pertanto incominciarono a confrontarsi le correnti di pensiero che vedevano nella Marina e nell'US Army Air Force (ex USAAC) predominare una strategia di accerchiamento e blocco aeronavale più lunga (due anni) ma più economica in termini di vite alleate, mentre nell'esercito era prevalente l'idea di una invasione, che avrebbe avuto il vantaggio di tempi più brevi e della minimizzazione dell'influenza sovietica.
La Marina degli Stati Uniti proponeva quindi l'uso del blocco navale e della superiorità aerea per portare il Giappone alla resa. Propose delle operazioni anfibie per catturare delle basi aeree nelle vicine Shanghai e Corea, che avrebbero dato all'Aeronautica degli Stati Uniti una serie di basi avanzate dalle quali bombardare direttamente il Giappone. L'Esercito invece, riteneva che una tale strategia avrebbe potuto prolungare la guerra indefinitamente, con inutili costi in vite umane, e per questo riteneva che la resa dovesse essere ottenuta tramite un'invasione. L'Esercito proponeva operazioni in larga scala direttamente contro le isole del Giappone, senza alcuna delle operazioni di contorno volute dalla Marina. Alla fine, il punto di vista dell'Esercito prevalse e nel luglio 1944 le pressioni del generale George Marshall imposero la progettazione dello sbarco, in attesa di definirne la effettiva necessità.
Per la sua estensione, il Giappone era un obiettivo imponente e con poche spiagge adatte per un'invasione. Solamente Kyūshū (l'isola più a sud del Giappone) e le spiagge della pianura di Kantō (a sud-ovest e sud-est di Tokyo) potevano essere considerate adatte allo scopo. Gli alleati decisero di lanciare un'invasione suddivisa in due fasi. L'operazione Olympic avrebbe attaccato Kyūshū. A seguito della conquista di quell'isola, gli Alleati avrebbero costruito delle basi aeree che avrebbero fornito la copertura per l'operazione Coronet, per attaccare la Baia di Tokyo.

## Pianificazione

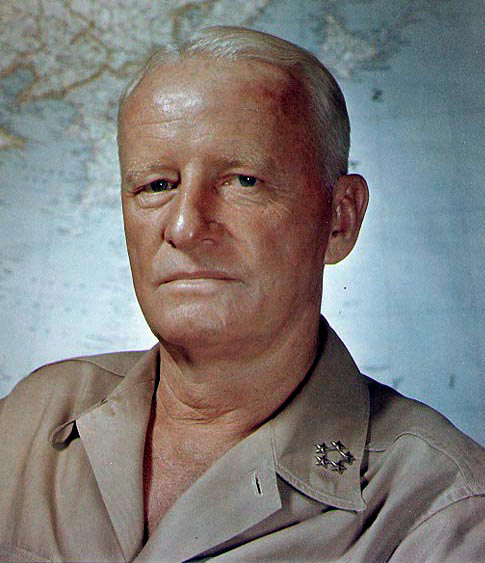
Chester William Nimitz, qui già con il grado di Fleet Admiral.

La responsabilità della pianificazione dell'operazione Downfall ricadde sui comandanti statunitensi Chester Nimitz (ammiraglio di flotta) e Douglas MacArthur (generale dell'esercito) e sugli Stati maggiori riuniti (Joint Chiefs of Staff) - gli ammiragli Ernest King e William D. Leahy, e i generali George C. Marshall e Henry "Hap" Arnold (quest'ultimo era il responsabile supremo dell'USAAF). A quel tempo, lo sviluppo della bomba atomica era ancora un segreto noto solo a pochi ufficiali di più alto rango al di fuori del progetto Manhattan, e la pianificazione dell'invasione non prese in considerazione la sua esistenza.

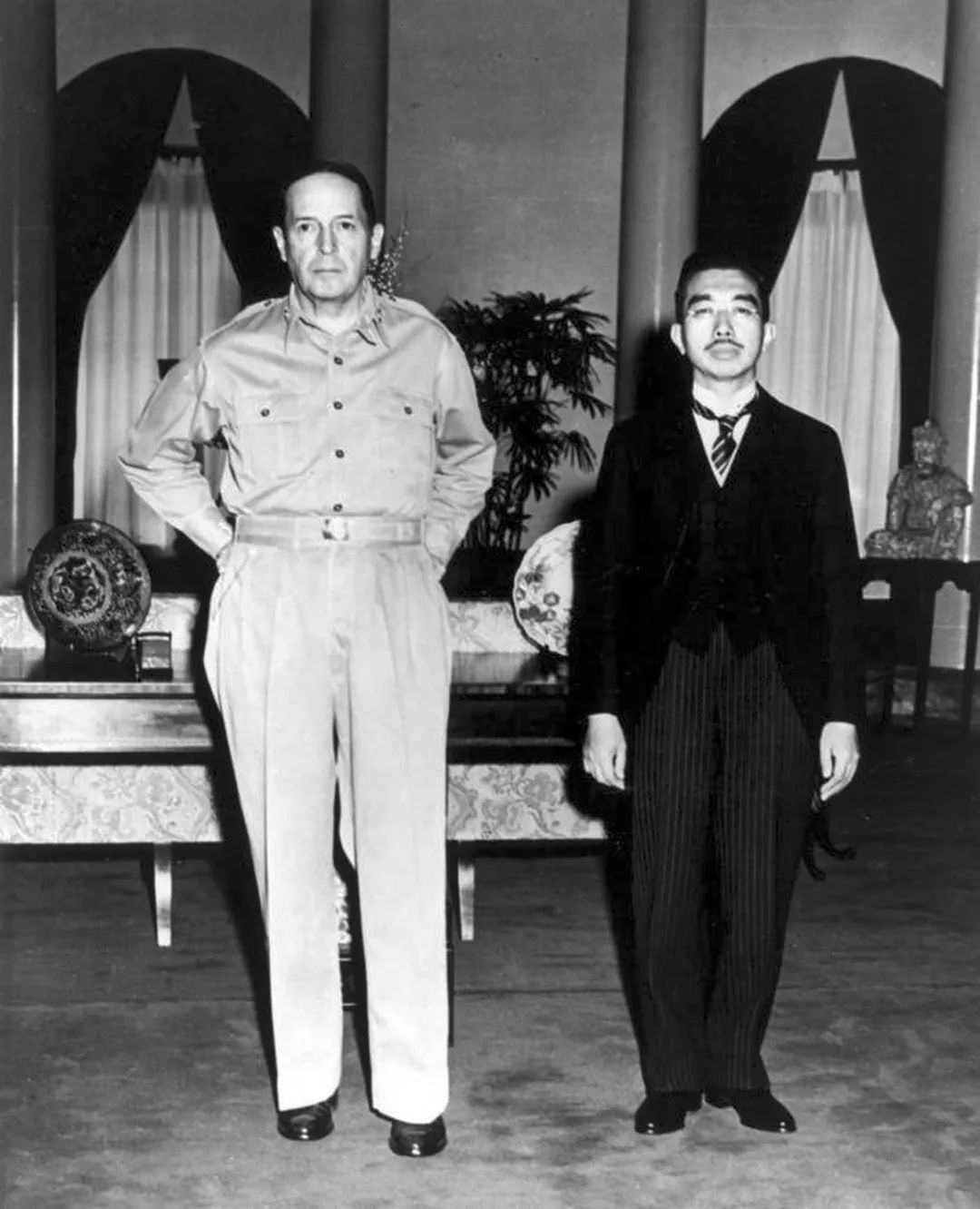
Il generale Douglas MacArthur insieme con l'Imperatore Hirohito a guerra ormai finita e con MacArthur nelle vesti di Comandante supremo delle forze alleate in Giappone.

Durante tutta la guerra nel Pacifico, e contrariamente al teatro di guerra europeo, gli Alleati non furono in grado di trovare un accordo per nominare un unico Comandante in Capo (Commander-in-Chief, C-in-C). Il comando alleato era diviso in regioni: nel 1945, per esempio, Chester Nimitz era Comandante in Capo delle forze alleate nell'Oceano Pacifico (CINCPACFLT), mentre Douglas MacArthur era Comandante supremo delle forze alleate del Pacifico sud-occidentale (CINCAFPAC); a ognuno dei due era conferito il comando di forze navali e terrestri, per cui Mac Arthur comandava anche una forza di assalto anfibia mentre Nimitz ebbe la responsabilità delle unità dell'US Army impiegate a Okinawa. Tuttavia, una catena di comando unificata fu ritenuta assolutamente necessaria per un'invasione del Giappone. Le rivalità interne alle forze armate statunitensi - la U.S. Navy appoggiava Nimitz la cui strategia di penetrazione era gradita anche al comando delle US Army Air Forces, dipendenti formalmente dall'esercito ma avviate a diventare una forza armata indipendente, mentre lo U.S. Army appoggiava MacArthur - furono così accese che rischiarono di far fallire la pianificazione dell'invasione. Alla fine, la U.S. Navy soprassedette parzialmente, e MacArthur avrebbe avuto il comando totale di tutte le forze, se le circostanze lo avessero reso necessario.
In un primo momento si prese in considerazione anche Hokkaidō, ma la sua distanza dall'obbiettivo finale, la piana di Tokyo, e l'impossibilità di una efficace copertura aerea la fecero scartare come prima tappa. Pertanto, il Joint Chiefs of Staff, gli stati maggiori riuniti, emanò il 3 marzo 1945 verso Mac Arthur e Nimitz le direttive JCS 1259/4 e 1259/5, che imponevano la pianificazione delle due operazioni, Olympic per Kyushu e Coronet per Honshu. In quella fase ancora non venivano escluse altre operazioni come l'occupazione dell'arcipelago Chusan-Ningpo vicino a Shanghai (operazione Longtom) o della Corea, Tsushima e Quelpart, come basi aeronavali di appoggio.

### Previsioni statunitensi
Mentre la geografia del Giappone era nota, gli strateghi statunitensi potevano solo stimare le forze difensive che avrebbero incontrato. Basandosi su rapporti di intelligence disponibili all'inizio del 1945, gli analisti strategici prevedevano i seguenti punti:
- "Le operazioni in quest'area saranno ostacolate non solo dalle forze armate dell'Impero Giapponese, ma anche dalla popolazione ostile e fanatica"
- "Approssimativamente tre (3) divisioni ostili verranno dislocate nella parte sud di Kyūshū e ulteriori tre (3) nella parte nord di Kyūshū all'inizio dell'operazione Olympic"
- "Le forze ostili totali che saranno destinate contro le operazioni a Kyūshū non eccederanno le otto-dieci (8-10) divisioni e questo livello di dislocazione verrà rapidamente raggiunto"
- " Approssimativamente ventuno (21) divisioni ostili, incluse le divisioni di logistica, saranno presenti su Honshū all'inizio dell'operazione Coronet e quattordici (14) di queste divisioni saranno impiegate nell'area della Pianura di Kantō"
- "Il nemico potrebbe ritirare le proprie forze aeree basate su terra sul continente asiatico per proteggerle dagli attacchi. In questa circostanza, il nemico potrebbe contare su 2.000-2.500 aerei in quell'area, e questo contingente potrebbe operare contro gli sbarchi a Kyūshū, utilizzando basi intermedie nell'isola principale".

### OperazioneOlympic
L'operazione Olympic, ovvero l'invasione dell'isola di Kyūshū, doveva incominciare il giorno "X-Day", che venne fissato al 1º novembre 1945. L'armata congiunta degli Alleati sarebbe stata la più grande mai raccolta, e avrebbe incluso 42 portaerei, 24 corazzate, e 400 fra cacciatorpediniere e navi di scorta. Inizialmente, quattordici divisioni statunitensi dovevano prendere parte agli sbarchi iniziali. Usando Okinawa come base logistica, l'obiettivo dell'operazione prevedeva la conquista della parte meridionale di Kyūshū. Quest'area sarebbe poi stata usata come base per attaccare Honshū nella successiva operazione Coronet.
Olympic doveva anche includere un piano diversivo, denominato operazione Pastel. Pastel doveva convincere i Giapponesi che i Capi Congiunti avessero messo da parte la possibilità di un'invasione diretta e che invece gli Alleati avessero intenzione di circondare e bombardare il Giappone. Questo avrebbe richiesto di conquistare delle basi a Taiwan, presso la costa cinese, e nell'area del Mar Giallo.
La Ventesima Air Force (Twentieth Air Force) del generale Curtis LeMay avrebbe dovuto continuare il suo ruolo come principale forza per il bombardamento strategico contro le isole giapponesi. Il supporto aereo tattico sarebbe stato di responsabilità della U.S. Far East Air Forces (FEAF) - una formazione che comprendeva la 5ª, 13ª e 7ª Air Force - durante la preparazione per l'invasione. La FEAF, guidata dal generale George Kenney, sarebbe stata responsabile degli attacchi agli aeroporti giapponesi e alle infrastrutture di trasporto su Kyūshū e la parte meridionale di Honshū (come ad esempio il tunnel sullo Stretto di Kanmon) e avrebbe dovuto ottenere e mantenere la superiorità aerea sulle spiagge del Giappone.
Prima dell'invasione principale bisognava conquistare le isole di Tanegashima, Yakushima, e le isole Koshikijima, a partire dal giorno X-5. L'invasione di Okinawa aveva dimostrato l'importanza di stabilire delle zone di sicuro ancoraggio nelle vicinanze del teatro della battaglia, per le navi non direttamente coinvolte nell'invasione e per le navi danneggiate dagli attacchi aerei.
Kyūshū doveva essere invasa dalla Sesta Armata in tre punti - Miyazaki, Ariake e Kushikino. Se si disegnasse un orologio sovrapposto alla mappa di Kyūshū, i tre punti si troverebbero rispettivamente a ore 4, 5 e 7. Le 35 spiagge di sbarco furono tutte chiamate con nomi di automobili: Austin, Buick, Cadillac fino a Stutz, Winton, e Zephyr. Assegnando un corpo d'armata a ogni sbarco, i pianificatori dell'invasione ritenevano che il rapporto di forza fra statunitensi e giapponesi sarebbe stato di tre a uno. All'inizio del 1945 Miyazaki era praticamente indifesa, mentre Ariake e la sua vicina baia erano pesantemente difese. Infine, nonostante Kushikino fosse marginalmente difesa, i Marines assegnati alla sua conquista probabilmente avrebbero avuto il compito più difficile a causa del terreno sfavorevole.
L'invasione non avrebbe dovuto conquistare l'intera isola, ma solamente il terzo più a sud.  La parte meridionale di Kyūshū sarebbe stata usata come base di partenza per la successiva operazione Coronet.  Si riteneva che oltre a essere utilizzata come campo logistico per l'esercito allocandovi tra l'altro l'intera First Army statunitense e riparando molte unità della US Navy nelle varie baie e nei porti conquistati, i suoi numerosi campi di aviazione avrebbero potuto assorbire una quarantina di gruppi di aerei da combattimento, decongestionando così Okinawa; inoltre avrebbe necessariamente unificato le forze di Mac Arthur e Nimitz.

### OperazioneCoronet
L'operazione Coronet, ovvero l'invasione di Honshū nella pianura di Tokyo a sud della capitale, doveva incominciare il giorno "Y-Day", che era stato fissato per il 1º marzo 1946. Coronet sarebbe stata la più grande operazione anfibia di tutti i tempi, con 25 divisioni assegnate per le operazioni iniziali. La Prima Armata avrebbe invaso la spiaggia di Kujūkuri, nella Penisola di Bōsō, mentre l'Ottava Armata avrebbe invaso Hiratsuka, nella Baia di Sagami. Ambedue le armate si sarebbero poi dirette a nord verso l'interno, incontrandosi a Tokyo.

### Dislocamento delle truppe
Olympic doveva essere realizzata con le risorse già presenti nel Pacifico, compresa la British Pacific Fleet, una formazione del Commonwealth che includeva almeno una dozzina di portaerei e numerose corazzate. La Australian First Tactical Air Force prese parte alla campagna per la riconquista delle Filippine. Questa forza avrebbe sicuramente aumentato il potenziale di supporto a corto raggio per le unità di sbarco. L'unico importante ridislocamento per Olympic fu quello della Tiger Force, un'unità di bombardieri pesanti formata da truppe del Commonwealth, composta da 10 squadroni, che doveva essere trasferita dal Comando Bombardieri della RAF in Europa alle basi aeree di Okinawa.
Se fossero stati necessari dei rinforzi per Olympic, questi potevano essere prelevati dalle forze che dovevano partecipare a Coronet: ciò avrebbe richiesto il ridislocamento di notevoli forze alleate dall'Europa, dal Sud Asia, dall'Australasia e da altre regioni. Queste avrebbero incluso la 1ª Armata (15 divisioni) e la 8ª Air Force, che erano dislocate in Europa in quel momento. La ridislocazione fu complicata dalla simultanea smobilitazione parziale della U.S. Army, che ridusse drasticamente l'efficienza delle divisioni in combattimento, privandole degli ufficiali e uomini di maggiore esperienza.
Secondo lo storico statunitense John Ray Skates:
Gli strateghi statunitensi non considerarono [inizialmente] la possibilità che truppe Alleate [non statunitensi] potessero prendere parte all'invasione della Pianura di Kanto. Realizzarono dei piani in cui le unità di assalto, rinforzo e riserva sarebbero provenute esclusivamente da forze statunitensi. Tuttavia, quando i piani per Coronet furono rifiniti durante l'estate del 1945, tutte le maggiori nazioni Alleate offrirono delle truppe di terra, e si sviluppò un dibattito presso i più elevati livelli di comando sulla dimensione, la missione, l'equipaggiamento e il supporto a questi contingenti.
Il governo australiano richiese l'inclusione di unità dell'Esercito australiano nella prima ondata di Olympic, ma questa richiesta fu respinta dai comandanti statunitensi. A seguito di trattative con le altre potenze Alleate, fu deciso che un corpo del Commonwealth, inizialmente costituito da divisioni di fanteria australiane, e truppe dell'Esercito britannico e dell'Esercito canadese sarebbero state usate in Coronet. Quelle nazioni inoltre avrebbero fornito eventuali rinforzi, assieme ad altre del Commonwealth. MacArthur bloccò le proposte di includere divisioni dall'Esercito indiano, a causa della differenza di linguaggio, organizzazione, composizione, equipaggiamento, addestramento e disciplina. Inoltre raccomandò che i corpi fossero organizzati attorno alle linee di quelli statunitensi, utilizzassero solo equipaggiamento e logistica statunitense e fossero addestrati negli Stati Uniti per sei mesi prima del dislocamento; tutti questi suggerimenti furono accolti. Un ufficiale britannico, il Tenente Generale Charles Keightley, fu nominato comandante dei corpi del Commonwealth. Il governo australiano però contestò la nomina di un ufficiale che non aveva alcuna esperienza nel combattimento con i Giapponesi e appoggiò la nomina del Tenente Generale Leslie Morshead. La guerra terminò prima che i dettagli sulle truppe fossero completamente definiti.

## OperazioneKetsugō
Nel frattempo, i Giapponesi stavano stabilendo i propri piani difensivi. All'inizio, i Giapponesi erano preoccupati per una possibile invasione durante l'estate del 1945. Tuttavia, la battaglia di Okinawa si prolungò così a lungo che essi conclusero che gli Alleati non sarebbero stati in grado di lanciare un'altra operazione in larga scala prima della stagione dei tifoni, durante la quale il tempo atmosferico sarebbe stato troppo sfavorevole e rischioso per un'operazione anfibia. L'intelligence giapponese riuscì a pronosticare piuttosto accuratamente dove sarebbero avvenuti gli sbarchi: nella parte meridionale di Kyūshū a Miyazaki, nella baia di Ariake, e/o nella penisola di Satsuma.
Un altro aspetto molto preoccupante per i giapponesi era che una protratta campagna aeronavale avrebbe paralizzato completamente il Giappone, non solo rispetto all'afflusso dei rifornimenti dall'estero, ma anche per il fatto che buona parte delle materie prime e dei prodotti si spostava via mare all'interno del paese, complice la scarsità di strade e l'orografia del territorio; ma dall'inizio della guerra il naviglio mercantile era sceso da 6,3 milioni di tonnellate dell'inizio della guerra a 1,18 di gennaio 1945, per arrivare a 800.000 tonnellate a giugno 1945: era la condanna alla paralisi
Anche se il Giappone non poteva più avere la prospettiva realistica di vincere la guerra, poteva però ancora rendere inaccettabile il costo di un'invasione del Giappone da parte degli Alleati, costringendoli a giungere a un armistizio. Il piano giapponese per respingere l'invasione fu chiamato operazione Ketsugō (決号作戦?, ketsugō sakusen) ("operazione Decisione").

### Kamikaze

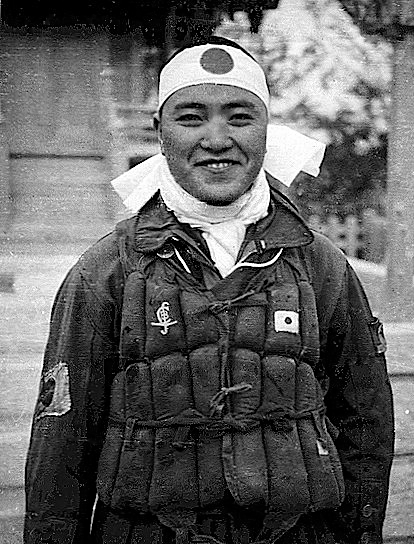
Come il sottotenente Kiyoshi Ogawa, che danneggiò seriamente la portaerei Bunker Hill a Okinawa, molti giovani giapponesi erano disposti a sacrificarsi volontariamente; altri venivano reclutati più o meno forzatamente con incentivi di sussidi alle famiglie.

L'ammiraglio Matome Ugaki fu richiamato in Giappone nel febbraio del 1945 e gli fu conferito il comando della 5ª Flotta Aerea assegnata a Kyūshū. Alla 5ª Flotta Aerea erano già stati assegnati gli attacchi kamikaze contro le navi impiegate nell'invasione di Okinawa (operazione Ten-Go); la flotta incominciò ad addestrare piloti e ad assemblare aerei per la difesa di Kyūshū, dove si riteneva che gli alleati avrebbero portato la loro prossima offensiva di terra.
La difesa giapponese si affidava pesantemente agli aerei kamikaze. Oltre ai caccia e ai bombardieri, i giapponesi riassegnarono anche molti dei loro aerei da addestramento per la missione, cercando quindi di sopperire con la quantità a quello che non disponevano in qualità. Gli statunitensi si aspettavano circa 5.000 velivoli suicidi di vario tipo, tra convertiti e improvvisati. Il loro esercito e la marina disponevano di più di 10.000 aerei secondo una fonte, di circa 5.000 secondo un'altra, pronti per l'uso in luglio (e ne avrebbero avuti ancora di più in ottobre) e pianificavano di impiegare praticamente tutti quelli che sarebbero riusciti a raggiungere la flotta di invasione. Ugaki inoltre supervisionò la costruzione di centinaia di piccole barche suicide che sarebbero state usate per attaccare le navi Alleate giunte in prossimità delle spiagge di Kyūshū.
Meno di 2.000 aerei kamikaze furono utilizzati durante la Battaglia di Okinawa, riuscendo a ottenere approssimativamente un attacco riuscito ogni nove. A Kyūshū, viste le circostanze più favorevoli, i giapponesi speravano di ottenere un rapporto di uno a sei, sfondando le difese statunitensi con numerosi sciami di kamikaze nell'arco di poche ore. I Giapponesi stimarono che gli aerei avrebbero affondato più di 400 navi; poiché stavano addestrando i piloti a dirigersi verso le navi da trasporto piuttosto che le portaerei e i cacciatorpediniere, le perdite Alleate sarebbero state assai maggiori rispetto a Okinawa. Uno studio dello staff di comando stimò che i kamikaze avrebbero potuto distruggere da un terzo a metà delle forze di invasione prima dello sbarco. Era stata stimata necessaria una cifra pari a 3.000 aerei per raggiungere l'obbiettivo di infliggere perdite insostenibili agli Alleati; inoltre era stata creata una forza speciale di 350 velivoli destinata alle portaerei; i restanti 1.650 erano un margine di sicurezza per tener conto delle indisponibilità dovute alle riparazioni o delle perdite antecedenti allo sbarco.
Solo a Kyūshū erano operativi circa 60 aeroporti, e altri cinque erano in costruzione. La dispersione dei possibili bersagli era ovviamente fonte di preoccupazione per gli Alleati, che considerarono piani di occupazione delle isole costiere dove installare radar di allarme precoce; per contro le unità di difesa aerea vedevano operativi solo 900 aerei da caccia e delle due altre armate aeree, quella basata a Kanto aveva solo 50 velivoli mentre quella su Honshu aveva solo pochi velivoli da addestramento operativi.

### Forze navali

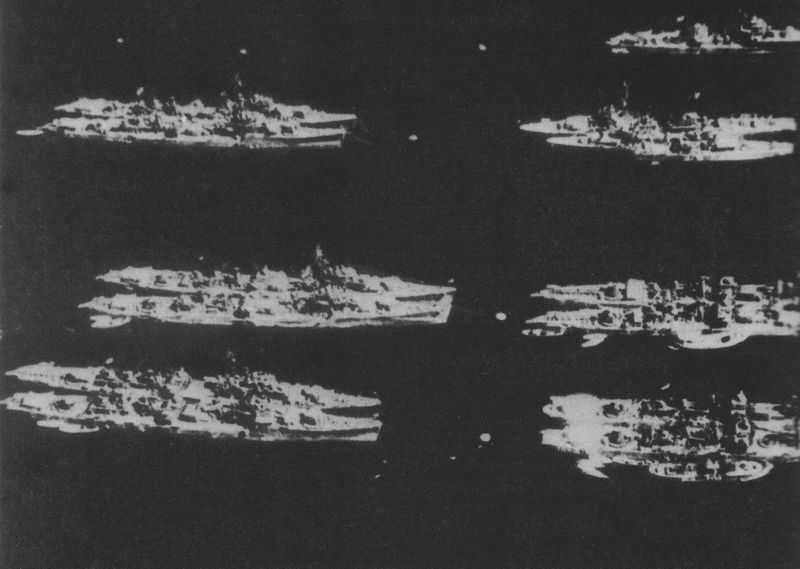
Tra le unità leggere ancora in efficienza, vari cacciatorpediniere della classe Matsu; questi in particolare sopravviveranno alla guerra, e all'11 settembre 1945 erano all'ancora nella base navale di Kure.

All'agosto 1945 la Marina imperiale giapponese aveva cessato di essere una forza combattente di qualche efficacia. Le uniche navi maggiori in grado di combattere erano sei portaerei, quattro incrociatori, una corazzata, nessuna delle quali poteva essere rifornita adeguatamente di carburante. La marina aveva ancora un consistente numero di navi minori come i cacciatorpediniere della classe Matsu, che venivano usati per compiti di scorta ai convogli e antisommergibile, ma il loro uso sarebbe stato ugualmente limitato dalla carenza di carburante. Queste potevano "sostenere una forza composta da venti cacciatorpediniere e forse quaranta sottomarini per qualche giorno in mare aperto".
La marina possedeva inoltre circa 100 sommergibili tascabili di classe Kōryū, 250 di classe Kairyū (più piccoli), e 1.000 siluri guidati Kaiten. Inoltre possedeva 800 barche suicida Shinyo.

### Forze terrestri
In qualsiasi operazione anfibia, il difensore può optare fra due differenti strategie di difesa: una forte difesa delle spiagge, oppure una difesa dell'entroterra. Nelle prime fasi della guerra (come nella battaglia di Tarawa) i Giapponesi generalmente optavano per una strenua resistenza presso le spiagge, con poche o nulle truppe di riserva. Con questa tattica, i Giapponesi risultavano estremamente vulnerabili ai bombardamenti navali condotti prima degli sbarchi. Più avanti nel corso della guerra, come a Peleliu, Iwo Jima e Okinawa, i Giapponesi cambiarono strategia e costituirono le loro linee difensive nel retroterra, che risultava più difendibile. Il combattimento evolse quindi in lunghe battaglie di logoramento, con altissime perdite statunitensi e nessuna speranza di vittoria per i giapponesi.
Per la difesa di Kyūshū, i Giapponesi scelsero una strategia intermedia, e concentrarono le loro truppe nei pochi chilometri dell'immediato retroterra, sufficientemente distanti dalle spiagge per evitare l'artiglieria delle navi, ma sufficientemente vicini perché gli statunitensi non potessero stabilire una testa di ponte prima di ingaggiare il nemico. Le forze per i controattacchi erano posizionate ancora più all'interno dell'isola, pronte a muoversi verso le spiagge teatro dei maggiori sbarchi.

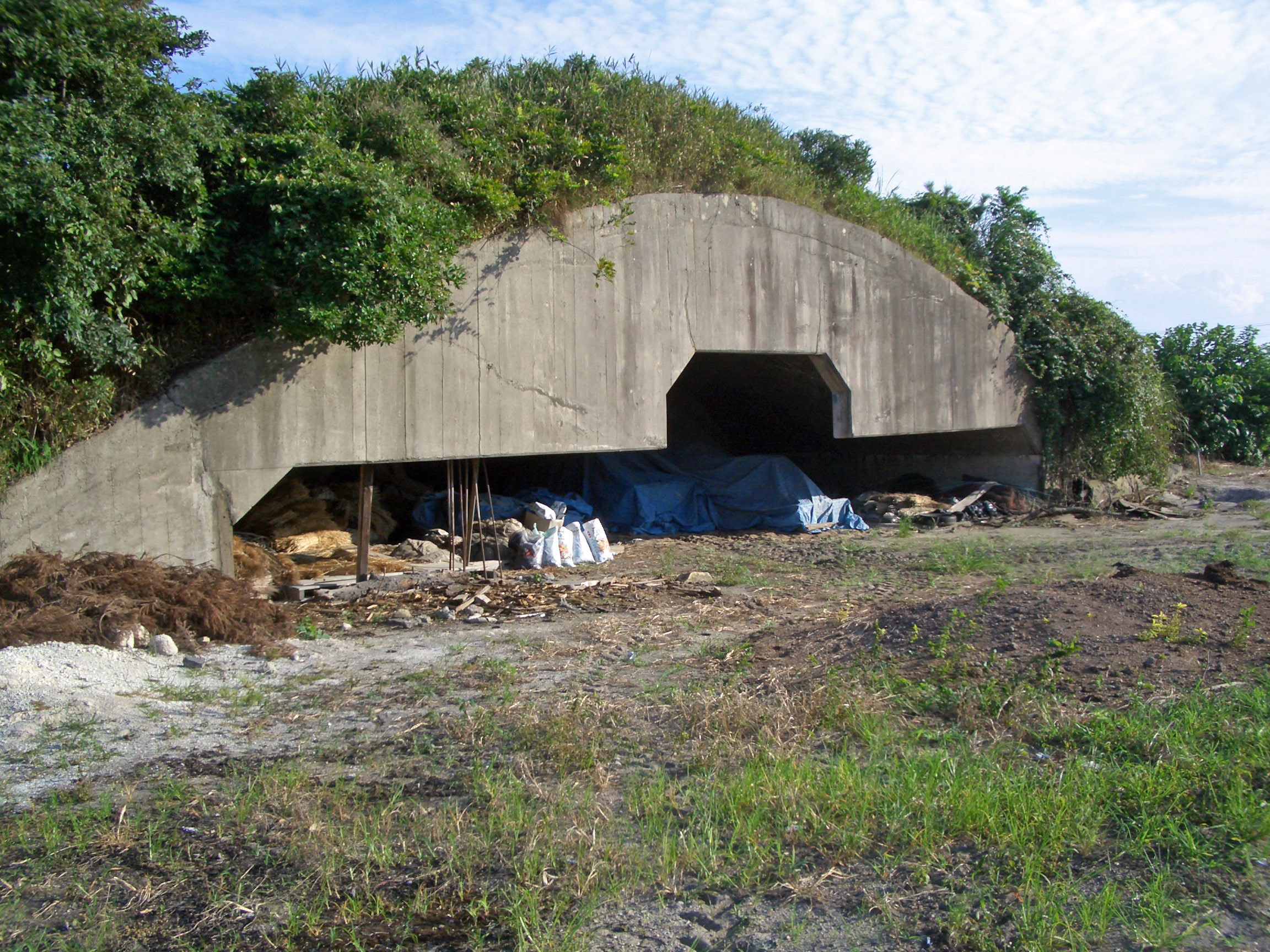
Un esempio di costruzione difensiva giapponese per affrontare l'invasione: bunker presso l'aeroporto di Miko-Yonago, nella parte meridionale di Honshū.

Nel marzo del 1945, c'era un'unica divisione da combattimento a Kyūshū. Nei successivi quattro mesi l'Esercito Giapponese vi trasferì truppe dalla Manciuria, dalla Corea, e dal nord del Giappone, e inoltre arruolò altre truppe direttamente sul posto. In agosto, si contavano già quattordici divisioni e varie formazioni minori, fra cui tre brigate corazzate, per un totale di 900.000 uomini. I Giapponesi furono in grado di arruolare numerosi nuovi soldati, ma il problema principale consisteva nel riuscire a equipaggiarli. Ad agosto, l'Esercito Giapponese aveva l'equivalente di 65 divisioni solo nella propria nazione, ma equipaggiamento appena sufficiente per 40 e rifornimento di munizioni solo per 30.
I Giapponesi non decisero formalmente di puntare tutto sul risultato della Battaglia di Kyūshū, tuttavia concentrarono le loro risorse in modo tale che comunque sarebbero rimaste poche riserve per successive battaglie. Secondo una stima, le forze a Kyūshū erano dotate del 40% di tutte le munizioni delle isole Giapponesi.
Inoltre i Giapponesi organizzarono i "Corpi Combattenti dei Cittadini Patriottici", che includevano tutti gli uomini in salute fra i 15 e i 60 anni e le donne fra i 17 e i 40, come supporto al combattimento e per la lotta a oltranza. Nella maggior parte dei casi non si potevano fornire armi, addestramento e munizioni: alcuni uomini erano armati con niente di meglio di vecchi moschetti ad avancarica, archi lunghi o lance di bambù e tuttavia ci si aspettava che riuscissero a combattere contro i militari invasori anche con questi mezzi.
Una ragazza della scuola superiore, Yukiko Kasai, si ritrovò armata con un semplice punteruolo e disse, "Ne sarà valsa la pena se si riuscirà a uccidere anche un solo soldato americano. … Bisogna mirare all'addome."

## Rivalutazione alleata diOlympic

### Opposizione aerea
L'intelligence militare statunitense inizialmente aveva stimato la presenza di circa 2.500 aerei giapponesi. L'esperienza a Okinawa era stata disastrosa - almeno due vittime e un numero simile di feriti per ogni sortita - e a Kyūshū si prospettava uno scenario ancora peggiore. Per attaccare le navi al largo di Okinawa, gli aerei dovevano percorrere lunghi tratti sul mare aperto; per attaccare le navi al largo di Kyūshū, gli aerei avrebbero potuto volare nell'entroterra e da lì coprire la breve distanza che li separava dalla flotta da sbarco. Gradualmente, i servizi d'intelligence USA appresero che i Giapponesi stavano convertendo tutti i loro aerei per le missioni kamikaze e stavano prendendo ogni precauzione per conservare gli aerei fino alla battaglia. Una stima dell'Esercito americano del maggio 1945 contava 3.391 aerei; in giugno, 4.862; in agosto 5.911. Una stima della Marina, abbandonando ogni distinzione fra aerei da addestramento e da combattimento, nel luglio contava 8.570 aerei; in agosto, 10.290.

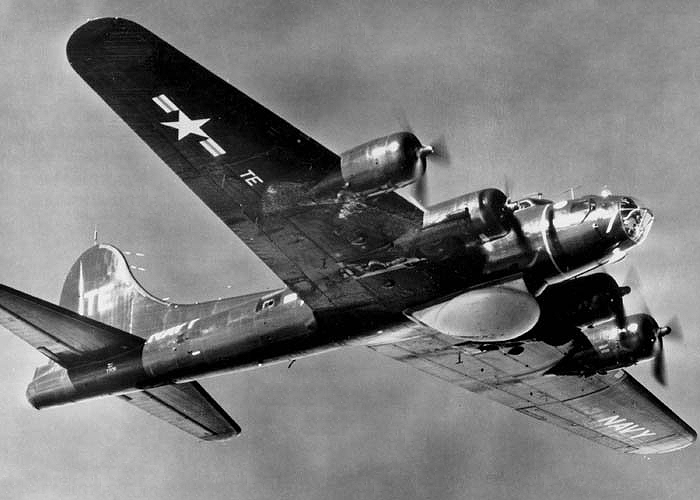
Il Boeing PB-1W era una evoluzione del B-17G dotata di un radar in un radome ventrale.

Gli Alleati prepararono un piano conosciuto con il nome di Grande Coperta Blu (Big Blue Blanket) per contrastare l'uso dei kamikaze. Si prevedeva di aggiungere più squadroni di caccia alle portaerei, rimpiazzando parte dei bombardieri aerosiluranti e i bombardieri in picchiata, e convertendo un lotto di 31 B-17G in apparecchi per l'avvistamento radar riclassificati PB-1W - gli antenati dello AWACS; i velivoli erano dotati di un radar da ricerca aerea APS-20E ma mantenevano il loro armamento, in modo da potersi difendere visto che dovevano operare sul Mar del Giappone; in effetti il primo esemplare operativo ma ancora privo di radar raggiunse il Navy Squadron VPB-101 solo a guerra finita, il primo a settembre 1945, e il successivo dotato di radar a gennaio 1946. Nimitz presentò un piano per una finta pre-invasione, nel quale una flotta sarebbe stata mandata verso le spiagge di invasione alcune settimane prima della vera invasione, per attirare i Giapponesi nei loro voli di solo-andata facendo in modo che, al posto delle vulnerabili navi da trasporto, trovassero navi armate a dismisura con artiglieria antiaerea.
La difesa principale contro gli attacchi aerei giapponesi sarebbe stata costituita dalle massicce quantità di caccia che erano in via di allestimento nelle isole Ryukyu. La 5ª Flotta Aerea e la 7ª, oltre alle unità aeree della marina, erano state mosse sulle isole immediatamente dopo la loro invasione, e si stava incrementando la potenza aerea in preparazione dell'assalto finale al Giappone. In preparazione per l'invasione, una campagna contro gli aeroporti giapponesi e le arterie di trasporto era già cominciata prima della resa del Giappone.

### Opposizione terrestre
Per tutto aprile, maggio e giugno, i servizi di intelligence alleati seguirono con molta attenzione il rafforzamento delle truppe terrestri giapponesi. Con l'aggiunta di cinque divisioni alle forze già dislocate a Kyūshū, i servizi prevedevano che in novembre il totale di uomini impiegati sarebbe stato di 350.000. Questa valutazione cambiò in luglio, con la scoperta che quattro ulteriori divisioni erano state aggiunte e con indizi che altre erano in via di dislocamento. Per agosto, il conteggio si attestava a 600.000, e la crittoanalisi di Magic aveva identificato nove divisioni nella parte meridionale di Kyūshū, ovvero tre volte il numero previsto: si svelava una seria sottostima della forza giapponese. La stima delle truppe dislocate a inizio luglio fu di 350.000 e salì a 545.000 all'inizio di agosto.
Le rivelazioni dei servizi segreti sui preparativi giapponesi a Kyushu che emersero a metà luglio furono molto scioccanti sia nel Pacifico sia a Washington. Il 29 luglio, il capo dei servizi di intelligence di MacArthur, il Maggiore Generale Willoughby … innanzitutto notò che le stime di aprile indicavano che i Giapponesi erano in grado di dislocare sei divisioni su Kyushu, con il potenziale di dislocarne dieci in totale. "Queste [sei] divisioni hanno effettivamente fatto la loro comparsa, come previsto, ma la fine non si intravede". Se non ulteriormente controllate queste truppe "minacciano di crescere al punto che potremmo attaccare con un rapporto di uno a uno, che non è esattamente un buon piano per la vittoria".
L'incremento delle truppe giapponesi su Kyūshū portò gli strateghi statunitensi, ma soprattutto il Generale George Marshall, a considerare dei cambiamenti drastici a Olympic, o a rimpiazzare l'operazione con un differente piano di invasione.

### Armi chimiche
A causa dell'andamento dei venti facilmente prevedibile e per molteplici altri fattori, il Giappone era particolarmente esposto agli attacchi con armi chimiche. Attacchi del genere avrebbero neutralizzato l'intenzione di combattere dall'interno di grotte, in quanto questo avrebbe drammaticamente aumentato l'esposizione dei soldati al gas.
Nonostante la guerra con armi chimiche fosse stata posta fuori legge dalla Convenzione di Ginevra, all'epoca questa non era stata ratificata né dagli Stati Uniti né dal Giappone. Mentre gli Stati Uniti avevano dichiarato che non avrebbero utilizzato armi chimiche, il Giappone le aveva utilizzate in precedenza durante la Seconda Guerra Mondiale contro i Cinesi.
"La paura di un'offensiva giapponese con armi chimiche si affievolì verso la fine della guerra, in quanto il Giappone non aveva più la capacità di utilizzare armi chimiche via aria o via artiglieria a lungo raggio. Nel 1944, il sistema Ultra decifrò comunicazioni dalle quali fu chiaro che i Giapponesi dubitavano della propria abilità di eseguire rappresaglie contro un eventuale uso dei gas da parte degli Stati Uniti. I comandanti giapponesi furono avvertiti: Ogni precauzione deve essere presa per non dare al nemico alcun pretesto per usare armi chimiche. I leader Giapponesi erano così impauriti che avevano pianificato di ignorare usi tattici isolati di gas sul suolo giapponese da parte dei militari statunitensi perché temevano una escalation"

### Armi nucleari
Su ordine di Marshall, il Maggiore Generale John E. Hull investigò l'uso tattico di armi nucleari per l'invasione del suolo Giapponese: infatti anche dopo l'esplosione delle due bombe atomiche strategiche a Hiroshima e Nagasaki, Marshall riteneva che i Giapponesi non si sarebbero arresi immediatamente. Il Colonnello Lyle E. Seeman confermò che almeno sette bombe sarebbero state disponibili per la data dello X-Day, per essere usate sulle forze difensive giapponesi. In molti si opposero a questa proposta, argomentando che non sarebbe stata una buona idea perché avrebbe rallentato l'avanzata alleata e avrebbe nuociuto ai soldati alleati. Seeman consigliò che le truppe statunitensi non entrassero nelle aree colpite da una bomba "per almeno 48 ore"; il rischio rappresentato dal fallout nucleare non era ancora compreso, e quel ridotto intervallo avrebbe sicuramente implicato una cospicua esposizione alla radiazioni per le truppe USA.

### Obiettivi alternativi
Gli strateghi dello Staff Congiunto, dopo aver preso nota dell'entità della concentrazione di truppe giapponesi a Kyūshū a spese del resto del suolo giapponese, considerarono un piano alternativo per l'invasione, includendo lo sbarco nell'isola di Shikoku, o nella parte settentrionale di Honshū a Sendai oppure a Ominato, nella prefettura di Aomori; si pensò anche a saltare completamente l'invasione preliminare e di dirigersi direttamente verso Tokyo. Attaccare la parte settentrionale di Honshū avrebbe avuto il vantaggio di una resistenza molto più debole, ma con lo svantaggio di perdere tutto il supporto aereo da Okinawa, eccettuati i B-29.

### Previsioni perOlympic
Il Generale Douglas MacArthur liquidò la necessità di cambiare i propri piani. "Sono certo che il potenziale aereo giapponese per contrastare l'operazione Olympic che vi è stato riportato è molto esagerato. … Per quanto riguarda il movimento di forze terrestri… Non do credito… alle cospicue forze riportate nella parte meridionale di Kyushu. … Secondo me, non ci dovrebbe essere neanche il minimo pensiero di cambiare l'operazione Olympic.". Tuttavia l'ammiraglio Ernest King si preparò per opporsi ufficialmente al procedere dell'invasione, con l'appoggio dell'Ammiraglio Nimitz, e questo avrebbe creato una difficile disputa all'interno del governo degli Stati Uniti.
Il rapporto chiave sarebbe stato probabilmente quello fra Marshall e Truman. Ci sono forti indizi che Marshall fosse ancora convinto dell'invasione fino al 15 agosto. … Ma a stemperare il convincimento personale di Marshall sarebbe stata la sua comprensione che l'opinione pubblica, e di Truman in particolare, avrebbero avversato un'invasione costosa in termini di vite umane che non era completamente condivisa negli ambienti militari.
All'insaputa degli Stati Uniti, i Sovietici stavano preparando il seguito delle loro invasioni di Sachalin e delle isole Curili e progettavano un'invasione dell'isola di Hokkaidō, scarsamente difesa, per la fine di agosto: questo avrebbe costretto gli Alleati a effettuare qualche operazione prima di novembre. Il 15 agosto, i Giapponesi decisero di arrendersi e quindi l'intera discussione sull'invasione divenne di poco valore.

## Stima delle vittime
Poiché gli strateghi statunitensi avevano postulato che "le operazioni nell'area saranno ostacolate non solo dalle forze militari organizzate dell'Impero, ma anche dalla popolazione fanatica e ostile", erano state previste delle ingenti e inevitabili perdite, anche se nessuno sapeva con certezza quanto elevate. Molti esperti e ufficiali fecero delle stime, che variarono parecchio in numeri, presupposti, scopi (ad esempio, se servivano per perorare l'invasione od opporsi a essa). In seguito queste stime furono riutilizzate per il dibattito sul bombardamento di Hiroshima e Nagasaki.
Le stime sulle vittime erano basate sull'esperienza delle precedenti campagne, e giunsero a differenti risultati:
- In uno studio condotto dai Capi Congiunti del Personale in aprile, si raggiunse la stima di 7,45 vittime ogni 1.000 giorni di combattimento-uomo (man-days), di cui 1,78 morti ogni 1.000 giorni combattimento-uomo. Questo implicava che se Olympic fosse durata 90 giorni, l'operazione sarebbe costata 456 000 vittime, di cui 109 000 morti o dispersi. Se Coronet fosse durata altri 90 giorni, il costo totale sarebbe stato di 1 200 000 vittime, di cui 267 000 morti[39].
- Uno studio condotto dallo staff dell'Ammiraglio Nimitz prevedeva 49 000 vittime nei primi 30 giorni, incluse 5 000 in mare[40]. Uno studio condotto dallo staff del General MacArthur in giugno stimava 23 000 vittime nei primi 30 giorni e 125 000 dopo 120 giorni[41]. Quando la correttezza di queste stime fu messa in dubbio dal Generale Marshall, MacArthur portò una stima revisionata di 105 000 vittime, in parte deducendo i feriti in grado di ritornare in servizio[42].
- Il 18 giugno, in una conferenza con il presidente Harry Truman, Marshall, usando la Battaglia di Luzon come miglior modello per approssimare Olympic, riteneva che gli statunitensi avrebbero subito 31 000 vittime nei primi 30 giorni (e il 20% delle vittime giapponesi alla fine della battaglia, il che implicava un totale di 70 000 vittime)[43].
- L'Ammiraglio Leahy, più impressionato dall'esito della Battaglia di Okinawa, riteneva che le forze statunitensi avrebbero subito un rapporto di vittime del 35% (implicando quindi un numero totale di vittime pari a 268 000)[44]. L'Ammiraglio King invece riteneva che il numero di vittime nei primi 30 giorni sarebbe stato intermedio fra Luzon e Okinawa, ovvero fra le 31 000 e le 41 000[44].

Di queste stime, solo quella di Nimitz includeva le perdite di truppe in mare, nonostante i kamikaze a Okinawa avessero inflitto 1,78 vittime per pilota kamikaze nella Battaglia di Okinawa, e che le navi di trasporto truppe a Kyūshū sarebbero state molto più vulnerabili.

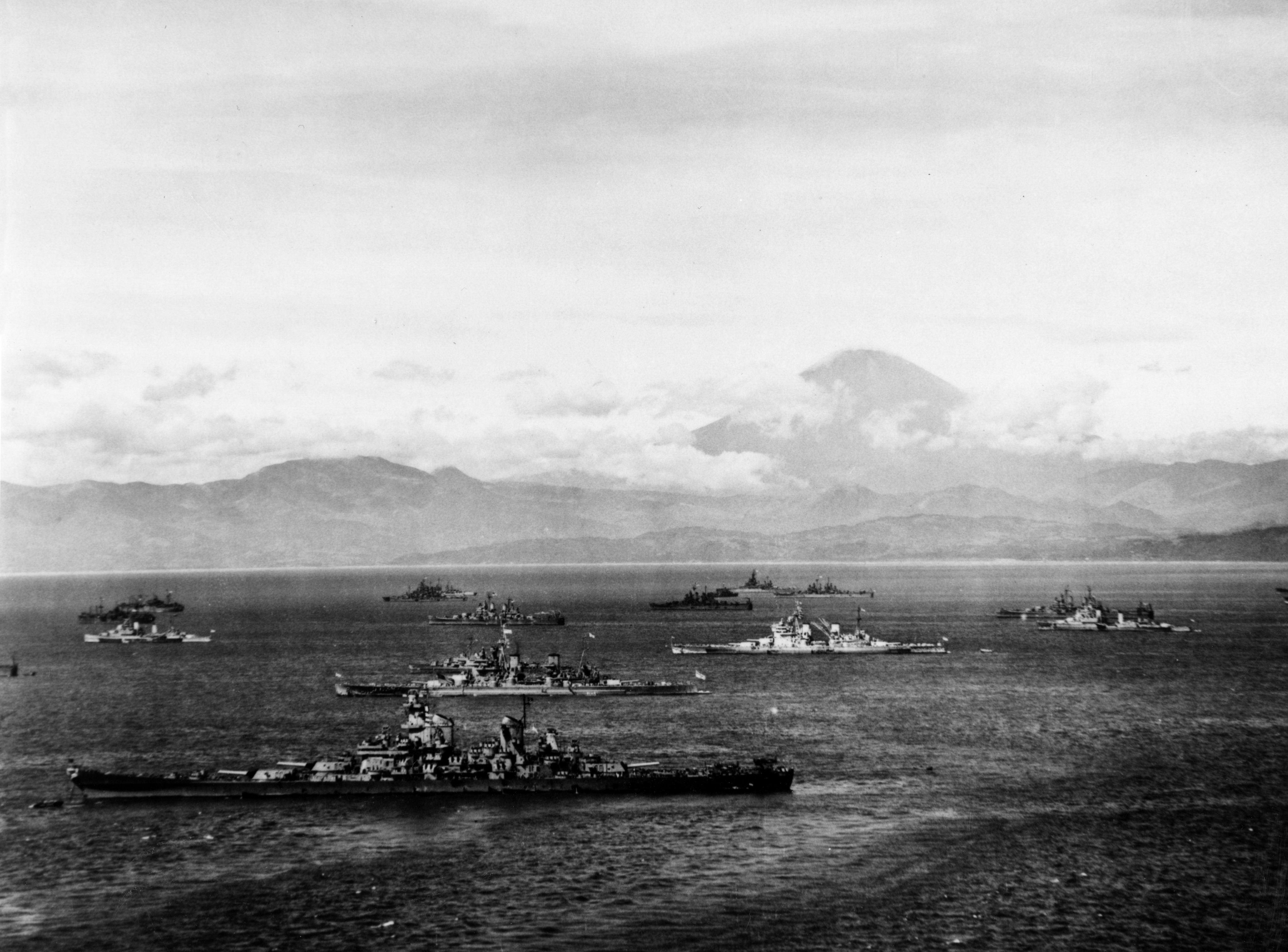
Navi da battaglia e incrociatori Alleati nella baia di Sagami il 28 agosto dopo la resa del Giappone; sullo sfondo il monte Fuji.

- Uno studio condotto da William Shockley per lo staff del Segretario di Guerra Henry Stimson stimò che conquistare il Giappone sarebbe costato da 1,7 a 4 milioni di vittime statunitensi, includendo da 400 000 a 800 000 vittime e che i giapponesi avrebbero subito da 5 a 10 milioni di morti. Fattore chiave in questo calcolo era la prevista partecipazione in larga scala dei civili nella difesa del Giappone[1].

Al di fuori del governo, alcuni cittadini bene informati stavano facendo le loro stime. Kyle Palmer, corrispondente di guerra per il Los Angeles Times, disse che da mezzo milione a un milione di statunitensi sarebbero morti entro la fine della guerra. Herbert Hoover, in memorandum consegnati a Truman e Stimson, stimò anch'egli da 500 000 a 1 000 000 di morti, e riteneva che queste fossero stime conservative; ma non è noto se Hoveer discusse queste specifiche stime nel suo incontro con Truman. Il capo della divisione Operazioni dell'Esercito le riteneva "troppo elevate" rispetto al «nostro attuale piano per la campagna di invasione»..
Per contestualizzare, la Battaglia di Normandia era costata 63 000 vittime nei primi 48 giorni; la Battaglia di Okinawa era costata 72 000 vittime in circa 82 giorni, dei quali 18 900 erano i morti e i dispersi. Numerose migliaia di soldati che morirono indirettamente per le ferite inflitte o per altre cause in data successiva non erano stati inclusi. L'intera guerra costò agli Stati Uniti un totale di poco più di un milione di vittime, di cui 400 000 morti.
Quasi 500 000 medaglie Purple Heart erano state prodotte in previsione delle vittime della futura invasione del Giappone. Alla data attuale, tutte le vittime militari statunitensi dei 65 anni successivi alla fine della Seconda guerra mondiale, incluse quelle della Guerra di Corea e della Guerra del Vietnam non hanno ancora raggiunto questo numero. Nel 2003, ancora 120 000 di quelle medaglie erano disponibili. Ci sono così tante medaglie in eccesso che le unità di combattimento in Iraq e Afghanistan hanno disponibili delle medaglie Purple Heart direttamente al fronte per premiare immediatamente sul campo gli uomini feriti.